# Maurice Archambaud
Maurice Archambaud (Parijs, 30 augustus 1906 – Le Raincy, 3 december 1955) was een Frans wielrenner. 

## Biografie
Archambaud was klein van postuur, maar maakte desondanks een krachtige indruk. Zijn bijnaam in het peloton was "le nabot" (de dwerg). Hij was beroepsrenner tussen 1932 en 1944. Als amateur won hij in 1931 belangrijke wedstrijden als Parijs-Soissons en Parijs-Verneuil, waarna hij in 1932 profwielrenner werd bij Alcyon, een van de topteams in Frankrijk. Als eerstejaarsprof won hij de prestigieuze Grand Prix des Nations. 
In 1937 deed hij op de Vigorellibaan in Milaan enkele pogingen het werelduurrecord op de baan te verbeteren. Op 3 november 1937 brak hij het record dat de Nederlander Frans Slaats op 29 september had gevestigd, en bracht dit op 45,840 km. Archambauds record hield vijf jaar stand, waarna het werd gebroken door Fausto Coppi. 
Archambaud nam van 1932 tot 1939 zeven maal deel aan de Ronde van Frankrijk. Hij droeg diverse malen de gele trui en boekte negen etappeoverwinningen.

Hij was ook actief als baanwielrenner en nam deel aan diverse zesdaagsen. In 1935 boekte hij zijn enige zesdaagsenoverwinning in de Zesdaagse van Parijs samen met Roger Lapébie.
Na de oorlog was Archambaud in 1948 ploegleider tijdens de Ronde van Frankrijk. Hij overleed op 49-jarige leeftijd.

## Belangrijkste overwinningen en ereplaatsen
1932
- 1e in de Grote Landenprijs
- 1e in deel 2 GP Wolber
- 1e in het eindklassement Grand Prix Wolber
- 3e in het Critérium International
- 2e in Parijs-Vichy

1933
- 1e etappe Ronde van Frankrijk
- 1e in de 11e etappe Ronde van Frankrijk
- 5e in Parijs-Roubaix

1934
- 2e in de 5e etappe deel b Parijs-Nice
- 3e in Eindklassement Parijs-Nice

1935
- 1e in de 13e etappe deel B, tijdrit Ronde van Italië
- 5e in het eindklassement Ronde van Italië
- 1e in de 1e etappe GP de l'Echo d'Alger
- 1e in de 5e etappe GP de l'Echo d'Alger
- 1e in het eindklassement GP de l'Echo d'Alger
- 1e in de 5e etappe deel a Ronde van Frankrijk
- 1e in de 14e etappe deel b Ronde van Frankrijk
- 1e in Parijs-Caen
- 1e in de Zesdaagse van Parijs

1936
- 1e in de 2e etappe Parijs-Nice
- 2e in de 7e etappe Parijs-Nice
- 1e in het eindklassement Parijs-Nice
- 1e in de 4e etappe Ronde van Frankrijk

1937
- 1e in de 2e etappe Ronde van Frankrijk
- werelduurrecord
- 1e in het eindklassement Giro della provincia Milano
- 2e in de Grote Landenprijs

1939
- 1e in de 10e etappe deel b Ronde van Frankrijk
- 1e in de 10e etappe deel c Ronde van Frankrijk
- 1e in de 13e etappe deel b Ronde van Frankrijk
- 1e in de 17e etappe deel b Ronde van Frankrijk
- 2e in de 2e etappe Parijs-Nice
- 2e in de 3e etappe Parijs-Nice
- 1e in het eindklassement Parijs-Nice

1940
- 1e in de 1e etappe deel a Omloop van België

## Resultaten in voornaamste wedstrijden
| Jaar | Ronde van Italië | Ronde van Frankrijk | Ronde van Spanje |
| ---- | ---------------- | ------------------- | ---------------- |
| 1932 |                  | 16e                 |                  |
| 1933 |                  | 5e (2)              |                  |
| 1934 |                  | opgave              |                  |
| 1935 | 5e (1)           | 7e (2)              |                  |
| 1936 |                  | opgave (1)          |                  |
| 1937 |                  | opgave (1)          |                  |
| 1939 |                  | 14e (4)             |                  |

| Jaar | Parijs-Roubaix |
| ---- | -------------- |
| 1932 | 11e            |
| 1933 | 5e             |
| 1934 |                |
| 1935 | 8e             |
| 1936 | 11e            |
| 1937 |                |
| 1939 | 4e             |

- Bibliothèque nationale de France: cb170959956 (data)
- Virtual International Authority File: 6705148451585315970007